# William Marwood

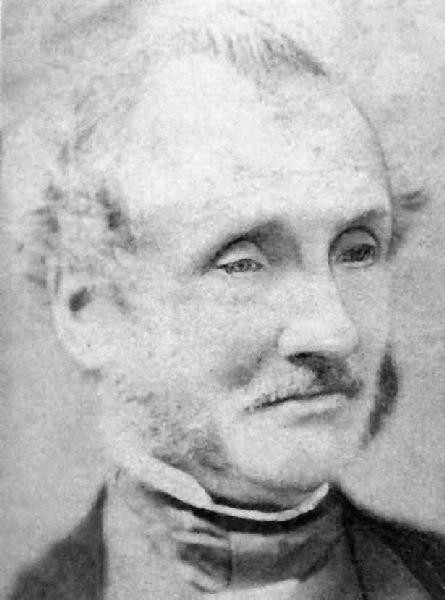
William Marwood

William Marwood (* 1818 in Goulceby with Asterby, East Lindsey; † 4. September 1883 in Horncastle, Lincolnshire) war ein von der britischen Regierung beauftragter Scharfrichter. Er entwickelte die als langer Fall (long drop) bekannt gewordene Technik des Hängens.

## Leben

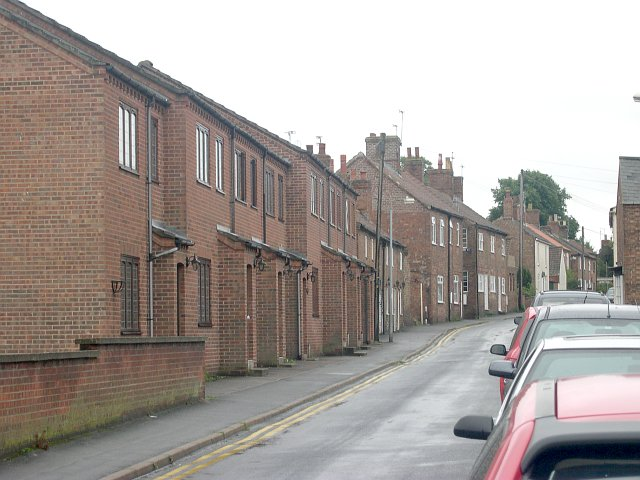
Foundry Street, Horncastle, in der William Marwood bis zu seinem Tod lebte

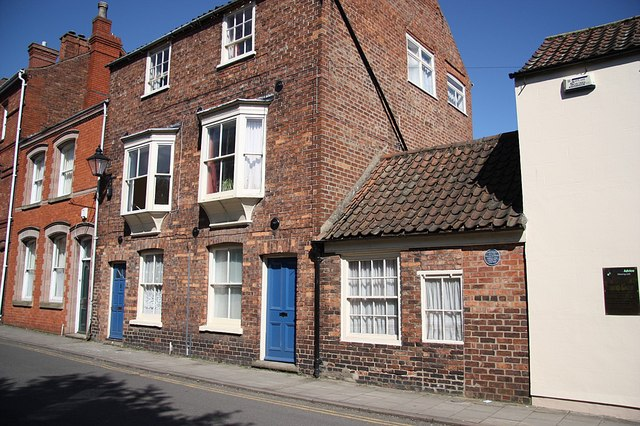
William Marwoods Schuhmacher-Werkstatt in der Church Lane, Horncastle

William Marwood wurde als fünftes von zehn Kindern von William und Elizabeth geboren, am 8. November 1818 getauft, und lernte im Familienbetrieb seines Vaters das Schuhmacherhandwerk. In Bolingbroke, Lincolnshire, war er als Schuhmachermeister tätig, bevor er 1855 ein Geschäft in der Church Lane in Horncastle eröffnete, in dem er Schuhe fertigte und verkaufte. Daneben betätigte er sich als Methodistenprediger in Horncastle. Er heiratete in jungen Jahren die mehrere Jahre ältere Jessie. Das Paar lebte in der nahe gelegenen Foundry Street. Einige Monate nach ihrem Tod im Alter von 61 Jahren heiratete er 1867 die Witwe Ellen Andrews aus Northallerton, North Yorkshire.
Im Alter von 54 Jahren überredete er den Direktor des Gefängnisses von Lincoln Castle ihm zu erlauben, eine Hinrichtung durchzuführen. Im Vorfeld hatte er bereits Versuche mit verschiedenen Seillängen und Gewichten unternommen und sich in Anatomie gebildet. Ihm wird auch die Einführung der geteilten Falltür zugeschrieben. Marwood entwickelte die Technik des langen Falls, die sicherstellte, dass der Delinquent durch den Fall sofort an Genickbruch starb. Dies hielt er für eine humanere Methode als den langsamen Tod durch Strangulation bei der Technik des kurzen Falls. Außerdem verminderte es die psychische Belastung des Gefängnisdirektors und seiner Mitarbeiter, die nach Abschaffung öffentlicher Hinrichtungen durch das Capital Punishment Amendment Act 1868 gehalten waren, die Exekutionen aus nächster Nähe zu bezeugen. Die effiziente Weise, in der er das Hängen von William Frederick Horry am 1. April 1872 ausführte, trug mit zu seiner Ernennung als Henker von London und Middlesex im Jahr 1874 bei. Er trat die Nachfolge von William Calcraft an und erhielt ein jährliches Salär von 20 £ sowie 10 £ für jede Exekution. Marwood führte auch Tabellen ein, die abhängig vom Gewicht des Verurteilten die jeweils nötige Seillänge bemaßen.
Marwood starb 1883 in Folge einer Lungenentzündung und Gelbsucht. Nach seinem Tod kam die Vermutung auf, die Fenian Brotherhood hätte seiner Gesundheit in irgendeiner Weise geschadet, und so wurde eine Autopsie im Auftrag des Innenministers durchgeführt, die aber einen natürlichen Tod feststellte. Er wurde auf dem Friedhof der Trinity Church, Horncastle, Lincolnshire, beigesetzt.

## Bekannte Hinrichtungen

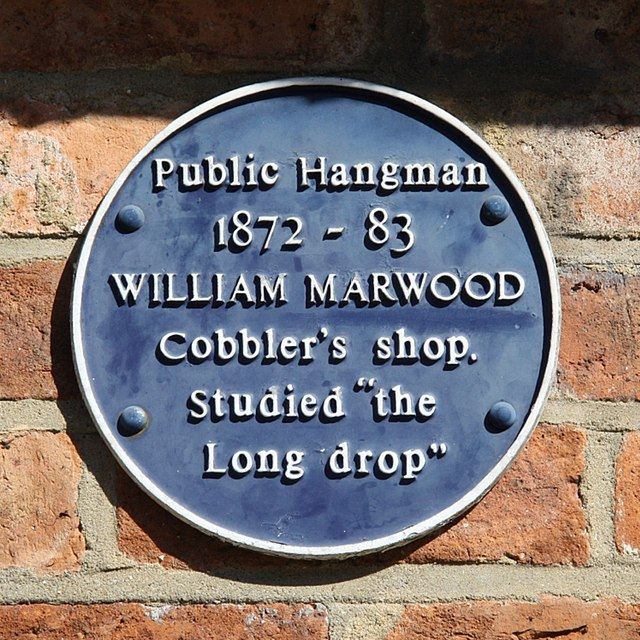
Blue Plaque an William Marwoods Schuhmacherwerkstatt in der Church Lane

In seiner neunjährigen Tätigkeit als Henker exekutierte Marwood 176 Verurteilte, darunter acht Frauen. 26 Hinrichtungen vollstreckte er in Irland, und weitere sieben in Schottland.
- William Frederick Horry, der erste von Marwood für den Mord an seiner Frau exekutierte Delinquent und die erste Person, die mit der Methode des langen Falls am 1. April 1872 auf Lincoln Castle gehängt wurde.
- Henry Wainwright, ein Bürstenbinder, der seine Geliebte Harriet Lane im September 1874 ermordete und ihren Körper in einem Lager begrub, das er besaß. Als er im darauffolgenden Jahr Konkurs anmelden musste, grub er den Körper im September 1875 wieder aus und wurde beim Versuch, die Leiche fortzuschaffen, verhaftet. Am 21. Dezember 1875 fand im Newgate-Gefängnis die Hinrichtung statt. Dieser Kriminalfall erregte seinerzeit mehr öffentliches Aufsehen als die Verbrechen von Jack the Ripper.[8][9]
- Charles Peace, ein Dieb und mehrfacher Mörder, der im Gefängnis von Armley, Leeds, Yorkshire, am 25. Februar 1879 gehängt wurde.[10]
- Kate Webster, eine irische Magd, die für den Mord an ihrer Arbeitgeberin Julia Martha Thomas im Londoner Gefängnis Wandsworth am 29. Juli 1879 gehängt wurde.[11]
- Phoenix-Park-Morde: Joe Brady und vier weitere Mitglieder der Irish National Invincibles, eine radikale Splittergruppe der Irish Republican Brotherhood, wurden im Kilmainham Gaol in Dublin 1883 gehängt. Sie hatten den frisch ernannten Chief Secretary for Ireland Lord Frederick Cavendish und den Untersekretär für Irland Thomas Henry Burkewith im Dubliner Phoenix Park ermordet.

## Popularität
Gustave Doré zeichnete Marwood, während er Wainwright am 21. Dezember 1875 hängte. Das Bild trägt den Titel L’execution à Londres. Eine Wachsfigur von Marwood beim Hängen von Charles Peace (mit einem Stück des ursprünglichen Seils) wurde für Madame Tussauds Wachsfigurenkabinett erstellt. Marwood war Namensgeber eines der zwei Scharfrichterfiguren des britischen Puppentheaters Punch and Judy.